# The Celebrity Apprentice
Pour les articles homonymes, voir The Apprentice.
The Celebrity Apprentice est une émission américaine de téléréalité organisée par Donald Trump, créée par Mark Burnett et diffusée sur NBC. Elle est la version star de The Apprentice.
Elle a été animée par Donald Trump de 2008 à 2015, et par Arnold Schwarzenegger en 2017.

## Historique et règles
La série a d'abord été diffusée sans célébrités, sous le titre The Apprentice (saison 1-6, 10).
Les célébrités vivent dans Trump World Tower, jusqu'à leur élimination durant les saisons avec Trump. Les personnalités doivent lever des fonds pour une œuvre caritative.
Les participants ont des tâches, et sont répartis en deux équipes.
À chaque fin d'épisode, Donald Trump et ses seconds (les juges) désignent les trois moins bons gestionnaires de l'équipe perdante, et l’un d'eux est éliminé de l'aventure, et donc ne gagnera pas l'argent pour son association.
Le 30 juin 2015 la chaîne NBC annonce rompre tout contact avec Donald Trump, candidat à l'investiture présidentielle républicaine, à la suite de ses propos sur la communauté hispanique.
Le 14 septembre 2015 il est annoncé que c'est l'acteur et ancien Gouverneur de Californie, Arnold Schwarzenegger qui succède à Trump,.
Avec Schwarzenegger, la production de l'émission se déplace à Los Angeles dans un établissement situé dans le noyau de la technologie, la Silicon Beach.
Le 3 mars 2017 Schwarzenegger annonce qu'il quitte l'émission après une seule saison, puisqu'il n'aimait pas le bagage rattaché à l'émission causé par Trump,.
Le 3 août 2017, Bob Greenblatt, président de NBC Entertainment  annonce que l'émission est supprimée.
La phrase de Trump est : You're fired. Celle de Schwarzenegger est : You're terminated.

### Abandon
Certaines célébrités n'ont pas attendu d'être renvoyées par l'équipe de Trump, et ont décidé d'abandonner l'aventure.
- Vincent Pastore (saison 1) - en raison de la mauvaise ambiance de travail. Il avait envie également de retrouver sa famille[8],[9].
- Michael Johnson (saison 3) - il a eu des problèmes inconnus au sein de son aventure. Il n'a pas révélé lesdits problèmes, mais il a admis qu'il détestait cesser de fumer.
- Jose Canseco (saison 4) - a dû se retirer de l'émission après avoir appris que son père, qui luttait contre le cancer, était entré en phase terminale. Avant son départ, Trump a donné 25,000 $ pour son association.
- NeNe Leakes (saison 4) - avait disparu au début de la tâche et personne ne savait où elle était. Lorsque Trump l'a contactée par téléphone, NeNe l'accuse d'avoir un parti pris en faveur de Star Jones et a refusé de retourner dans l'émission.

### Absence
Certaines célébrités ont dû être absentes lors d'un épisode à cause d'un engagement professionnel. C'est le cas de :
- Tito Ortiz (saison 1) - lors de l'épreuve 5
- Brian McKnight (saison 2) - lors de l'épreuve 6
- Sharon Osbourne (saison 3) - lors de l'épreuve 5
- Adam Carolla (saison 5) - lors de l'épreuve 2
- Trace Adkins (saison 6) - lors de l'épreuve 2
- Kenya Moore (saison 7) - lors de l'épreuve 2
- Eric Dickerson (saison 8) - lors de l'épreuve 2
- Boy George (saison 8) - lors de l'épreuve 8

### Réintégration
Il n’y a eu qu'une seule réintégration à l'émission après une élimination par Donald Trump et son équipe :
- La Toya Jackson (saison 4) - réintègre l'aventure à l'épreuve 9

### Disqualification
- Chael Sonnen (saison 8) - pour triche en ayant coupé un cordon informatique pour faire gagner son équipe. Il a été congédié avant que les équipes gagnantes et perdantes soient annoncées dans la salle de conférence, lors de l'épisode 4.

## Conseillers

### Saisons 1 à 7
Donald Trump est aidé dans l'émission par les trois enfants qu'il a eus avec Ivana Trump, Donald Trump Jr (2006-15), Ivanka Trump (2006-15) et Eric Trump (2010-15).
Il y a également eu comme conseiller George H. Ross (2004-15) et Bill Rancic (2004-2009).
Pour The Celebrity Apprentice 6: All-Star (13e du format The Apprentice), les anciens vainqueurs Joan Rivers, Piers Morgan, Arsenio Hall et John Rich sont invités le temps d'un épisode à juger les candidats. Même Bret Michaels alors qu'il est de nouveau parmi les 14 célébrités en lice.

### Saison 8
En 2016, c'est Arnold Schwarzenegger qui succède à Trump. Ce dernier reste producteur exécutif du programme malgré son élection comme président des États-Unis ; Arnold Schwarzenegger a d'ailleurs indiqué pendant la campagne qu'il ne voterait pas pour Donald Trump. Sur Twitter, Donald Trump, alors président élu, raille les audiences du premier numéro avec Schwarzenegger.
Warren Buffett, Tyra Banks, Steve Ballmer, Jessica Alba et son neveu Patrick Knapp Schwarzenegger sont les conseillers pour la huitième saison de Celebrity Apprentice.
Le 1er décembre 2016 la chaîne annonce les derniers conseillers de Schwarzenegger: Leeza Gibbons (gagnante de la saison 7), Rocco DiSpirito (cuisinier célèbre), Tracey Edmonds (co-présentateur d'Extra), Bob Harper (animateur de The Biggest Loser), IJustine (star de YouTube) et Gemma Godfrey (chef de la direction de Moola).
Patrick Knapp Schwarzenegger est le seul conseiller à rester à chaque émission. Les autres interviennent à tour de rôle lors de chaque épreuve.

## Saisons

### Saison 1 (2008)

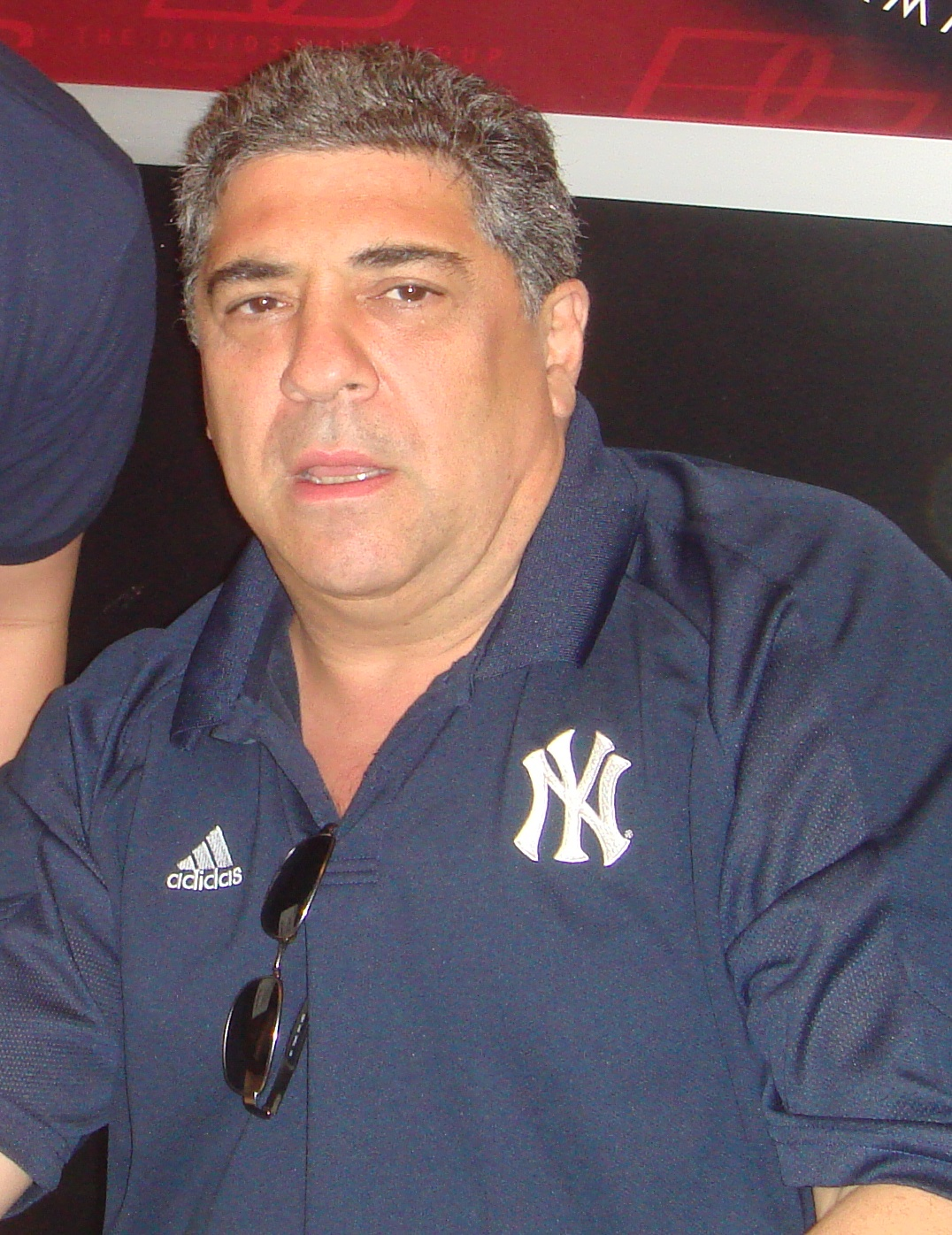
Vincent Pastore, candidat du premier The Celebrity Apprentice

L'émission a été enregistrée entre octobre et novembre 2007, et a été diffusée entre le 3 janvier et le 27 mars 2008.
Elle est la septième saison de The Apprentice.
| Candidat          | Occupation                                | Arrivée   | Départ     | Statut    |
| ----------------- | ----------------------------------------- | --------- | ---------- | --------- |
| Piers Morgan      | Membre de l'émission America's Got Talent | Épreuve 1 | Épreuve 13 | Vainqueur |
| Trace Adkins      | Chanteur de country                       | Épreuve 1 | Épreuve 13 | Finaliste |
| Carol Alt         | Ancienne mannequin                        | Épreuve 1 | Épreuve 12 | Virée     |
| Lennox Lewis      | Champion de boxe                          | Épreuve 1 | Épreuve 12 | Viré      |
| Stephen Baldwin   | Acteur                                    | Épreuve 1 | Épreuve 11 | Viré      |
| Omarosa Manigault | Vedette de télévision                     | Épreuve 1 | Épreuve 10 | Virée     |
| Tito Ortiz        | Champion d'arts martiaux                  | Épreuve 1 | Épreuve 9  | Viré      |
| Marilu Henner     | Actrice et écrivaine                      | Épreuve 1 | Épreuve 8  | Virée     |
| Nely Galan        | Entrepreneur                              | Épreuve 1 | Épreuve 6  | Virée     |
| Vincent Pastore   | Acteur dont Les Soprano                   | Épreuve 1 | Épreuve 5  | Abandon   |
| Jennie Finch      | Championne olympique                      | Épreuve 1 | Épreuve 4  | Virée     |
| Gene Simmons      | Chanteur                                  | Épreuve 1 | Épreuve 3  | Viré      |
| Nadia Comăneci    | Championne olympique de gymnastique       | Épreuve 1 | Épreuve 2  | Virée     |
| Tiffany Fallon    | Playmate Playboy et Miss Georgie 2001     | Épreuve 1 | Épreuve 1  | Virée     |

- Carol a participé à Ballando con le stelle 5.
- Stephen a participé à Celebrity Big Brother 7 et a I'm a Celebrity… Get Me Out of Here! 2 (US).
- Gene est le héros de l’émission Gene Simmons Family Jewels entre 2006 et 2012.
- Vincent a participé à Famous Food.
- Omarosa participera en 2018 à la première saison de la version célébrité de Big Brother (U.S.).

### Saison 2 (2009)

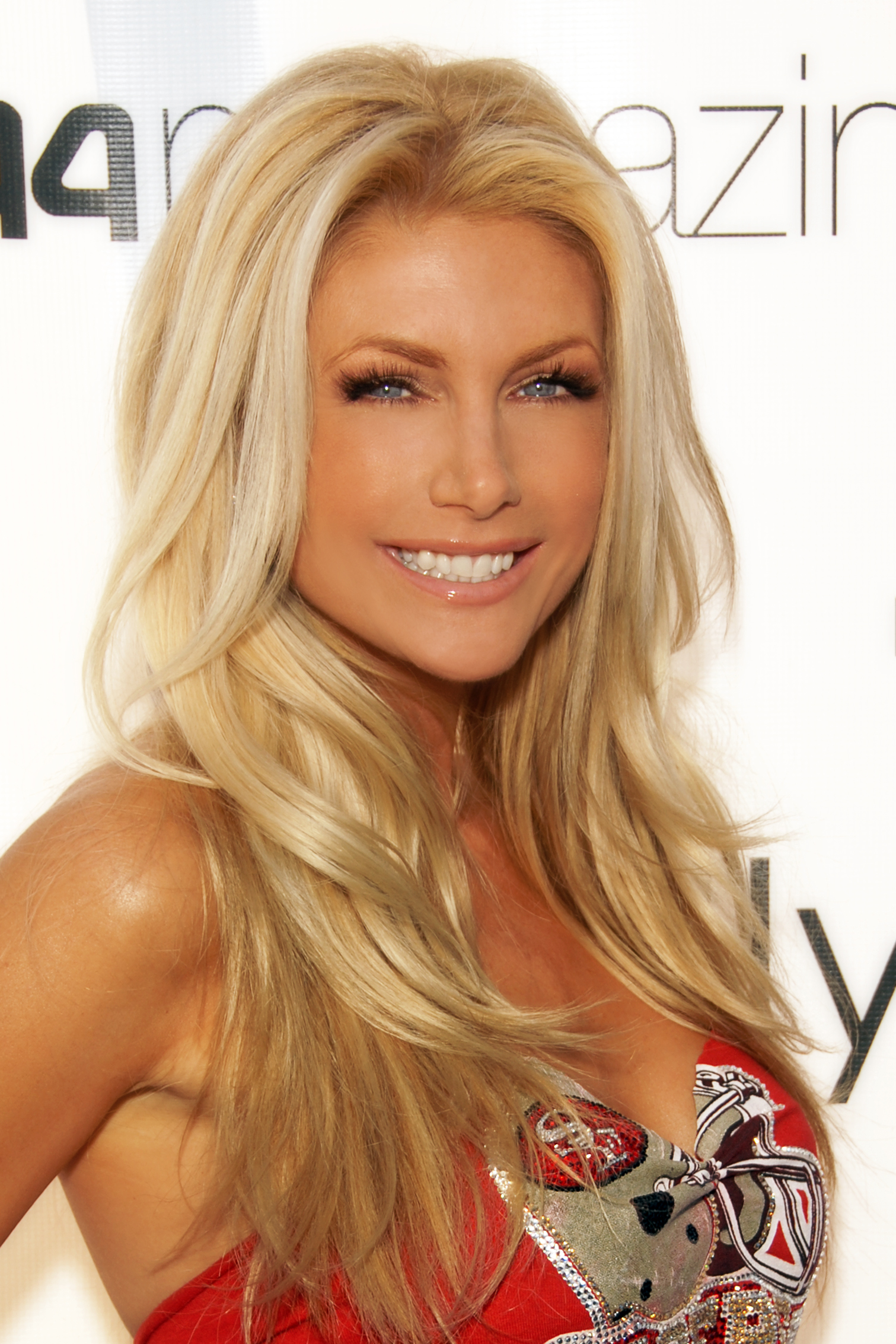
Brande Roderick, candidate de The Celebrity Apprentice 2

L'émission a été enregistrée entre octobre et novembre 2008, et a été diffusée entre le 1er mars et le 10 mai 2009.
Elle est la huitième saison de The Apprentice.
| Candidat         | Occupation                                                                | Arrivée   | Départ     | Statut    |
| ---------------- | ------------------------------------------------------------------------- | --------- | ---------- | --------- |
| Joan Rivers      | Personnalité de la télévision, et mère de Melissa Rivers                  | Épreuve 1 | Épreuve 13 | Vainqueur |
| Annie Duke       | Championne de poker                                                       | Épreuve 1 | Épreuve 13 | Finaliste |
| Jesse G. James   | Entrepreneur, mari de Sandra Bullock et arrière-petit-fils de Jesse James | Épreuve 1 | Épreuve 12 | Viré      |
| Brande Roderick  | Playmate Playboy et actrice                                               | Épreuve 1 | Épreuve 12 | Virée     |
| Clint Black      | Chanteur de country                                                       | Épreuve 1 | Épreuve 11 | Viré      |
| Melissa Rivers   | Animatrice de télévision et fille de Joan Rivers                          | Épreuve 1 | Épreuve 10 | Virée     |
| Herschel Walker  | Ancien footballeur                                                        | Épreuve 1 | Épreuve 9  | Viré      |
| Natalie Gulbis   | Golfeuse professionnelle                                                  | Épreuve 1 | Épreuve 8  | Virée     |
| Brian McKnight   | Chanteur de R&B                                                           | Épreuve 1 | Épreuve 7  | Viré      |
| Khloé Kardashian | Membre de L'Incroyable Famille Kardashian                                 | Épreuve 1 | Épreuve 6  | Virée     |
| Tionne Watkins   | Chanteuse de R&B                                                          | Épreuve 1 | Épreuve 6  | Virée     |
| Dennis Rodman    | Ancien basketteur                                                         | Épreuve 1 | Épreuve 5  | Viré      |
| Claudia Jordan   | Mannequin                                                                 | Épreuve 1 | Épreuve 4  | Virée     |
| Tom Green        | Acteur, humoriste et ancien mari de Drew Barrymore                        | Épreuve 1 | Épreuve 3  | Viré      |
| Scott Hamilton   | Champion de patinage artistique                                           | Épreuve 1 | Épreuve 2  | Viré      |
| Andrew Dice Clay | Comédien                                                                  | Épreuve 1 | Épreuve 1  | Viré      |

- Dennis a participé à Celebrity Big Brother 4.
- Melissa a participé à I'm a Celebrity… Get Me Out of Here! 1 (US).
- Brande a participé à The Surreal Life 1.
- Tom participera en 2019 à Celebrity Big Brother 2 sur CBS.

### Saison 3 (2010)

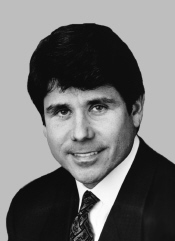
Rob Blagojevich, candidat de The Celebrity Apprentice 3

L'émission a été enregistrée entre octobre et novembre 2009, et a été diffusée entre le 14 mars et le 23 mai 2010.
Elle est la neuvième saison de The Apprentice.
| Candidat             | Occupation                                             | Arrivée   | Départ     | Statut    |
| -------------------- | ------------------------------------------------------ | --------- | ---------- | --------- |
| Bret Michaels        | Leader du groupe Poison                                | Épreuve 1 | Épreuve 11 | Vainqueur |
| Holly Robinson Peete | Actrice dont 21 Jump Street                            | Épreuve 1 | Épreuve 11 | Finaliste |
| Sharon Osbourne      | Personnalité de la télévision et femme d'Ozzy Osbourne | Épreuve 1 | Épreuve 10 | Virée     |
| Curtis Stone         | Chef cuisinier                                         | Épreuve 1 | Épreuve 10 | Viré      |
| Maria Kanellis       | Ancienne catcheuse                                     | Épreuve 1 | Épreuve 10 | Virée     |
| Cyndi Lauper         | Chanteuse des années 1980                              | Épreuve 1 | Épreuve 9  | Virée     |
| Summer Sanders       | Ancienne sportive                                      | Épreuve 1 | Épreuve 8  | Virée     |
| Bill Goldberg        | Ancien catcheur et ancien footballeur                  | Épreuve 1 | Épreuve 6  | Viré      |
| Selita Ebanks        | Ancienne mannequin Victoria's Secret                   | Épreuve 1 | Épreuve 5  | Virée     |
| Michael Johnson      | Champion olympique                                     | Épreuve 1 | Épreuve 5  | Abandon   |
| Rod Blagojevich      | Homme politique                                        | Épreuve 1 | Épreuve 4  | Viré      |
| Darryl Strawberry    | Joueur de baseball                                     | Épreuve 1 | Épreuve 3  | Viré      |
| Sinbad               | Comédien                                               | Épreuve 1 | Épreuve 2  | Viré      |
| Carol Leifer         | Comédienne                                             | Épreuve 1 | Épreuve 1  | Virée     |

### Saison 4 (2011)

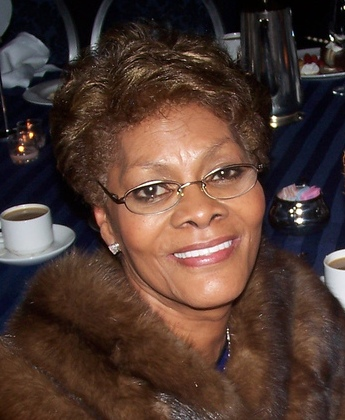
Dionne Warwick, candidate de The Celebrity Apprentice 4

L'émission a été enregistrée entre octobre et novembre 2010, et a été diffusée du 6 mars au 22 mai 2011.
Elle est la onzième saison de The Apprentice.
| Candidat        | Occupation                                         | Arrivée             | Départ               | Statut    |
| --------------- | -------------------------------------------------- | ------------------- | -------------------- | --------- |
| John Rich       | Chanteur country                                   | Épreuve 1           | Épreuve 13           | Vainqueur |
| Marlee Matlin   | Actrice ayant reçu l'Oscar de la meilleure actrice | Épreuve 1           | Épreuve 13           | Finaliste |
| Meat Loaf       | Rock star                                          | Épreuve 1           | Épreuve 12           | Viré      |
| Lil Jon         | Rappeur                                            | Épreuve 1           | Épreuve 12           | Viré      |
| Star Jones      | Ancienne coanimatrice de The View et écrivaine     | Épreuve 1           | Épreuve 11           | Virée     |
| La Toya Jackson | Chanteuse et membre de la famille Jackson          | Épreuve 1 Épreuve 9 | Épreuve 8 Épreuve 10 | Virée     |
| NeNe Leakes     | Vedette de The Real Housewife of Atlanta           | Épreuve 1           | Épreuve 10           | Abandon   |
| Hope Dworaczyk  | Playmate Playboy                                   | Épreuve 1           | Épreuve 9            | Virée     |
| Gary Busey      | Acteur                                             | Épreuve 1           | Épreuve 7            | Viré      |
| Mark McGrath    | Membre du groupe Sugar Ray                         | Épreuve 1           | Épreuve 6            | Viré      |
| Richard Hatch   | Vainqueur du premier Survivor                      | Épreuve 1           | Épreuve 5            | Viré      |
| José Canseco    | Ancien joueur de baseball                          | Épreuve 1           | Épreuve 5            | Abandon   |
| Dionne Warwick  | Chanteuse récompensée au Grammy Award              | Épreuve 1           | Épreuve 4            | Virée     |
| Niki Taylor     | Mannequin                                          | Épreuve 1           | Épreuve 3            | Virée     |
| Lisa Rinna      | Actrice de télévision (dont Melrose Place)         | Épreuve 1           | Épreuve 2            | Virée     |
| David Cassidy   | Acteur, chanteur et père de Katie Cassidy          | Épreuve 1           | Épreuve 1            | Viré      |

- Gary, Lisa, Marlee et NeNe ont participé à Dancing with the Stars.
- LaToya a participé à Celebrity Big Brother 6.
- Gary a remporté Celebrity Big Brother 14.
- Mark participera en 2018 à la première saison américaine de Celebrity Big Brother.

### Saison 5 (2012)

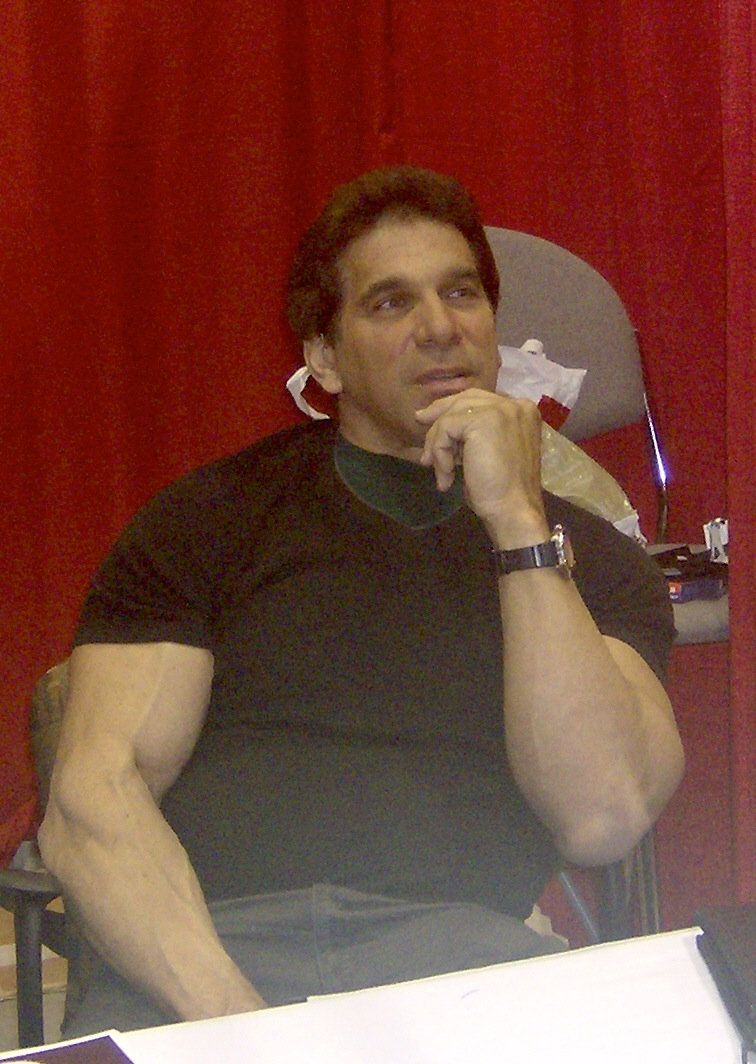
Lou Ferrigno, candidat de The Celebrity Apprentice 5

L'émission a été diffusée entre les 19 février 2012 et 20 mai 2012.
| Candidat            | Occupation                                                          | Arrivée   | Départ     | Statut    |
| ------------------- | ------------------------------------------------------------------- | --------- | ---------- | --------- |
| Arsenio Hall        | Comédien et humoriste                                               | Épreuve 1 | Épreuve 15 | Vainqueur |
| Clay Aiken          | Ancien candidat d'American Idol 2, chanteur et acteur               | Épreuve 1 | Épreuve 15 | Finaliste |
| Aubrey Morgan O'Day | Ancienne membre du groupe Danity Kane                               | Épreuve 1 | Épreuve 14 | Virée     |
| Lisa Lampanelli     | Comédienne                                                          | Épreuve 1 | Épreuve 14 | Virée     |
| Teresa Giudice      | Héroïne de Real Housewife of New Jersey                             | Épreuve 1 | Épreuve 13 | Virée     |
| Dayana Mendoza      | Miss Univers 2008                                                   | Épreuve 1 | Épreuve 12 | Virée     |
| Penn Jillette       | Magicien                                                            | Épreuve 1 | Épreuve 11 | Viré      |
| Paul Teutul         | Fondateur de Orange County Choppers                                 | Épreuve 1 | Épreuve 10 | Viré      |
| Lou Ferrigno        | Acteur                                                              | Épreuve 1 | Épreuve 9  | Viré      |
| Dee Snider          | Chanteur des Twisted Sister                                         | Épreuve 1 | Épreuve 8  | Virée     |
| Debbie Gibson       | Chanteuse                                                           | Épreuve 1 | Épreuve 7  | Virée     |
| Patricia Velásquez  | Mannequin et actrice                                                | Épreuve 1 | Épreuve 6  | Virée     |
| Tia Carrere         | Actrice                                                             | Épreuve 1 | Épreuve 5  | Virée     |
| Michael Andretti    | Ancien pilote de Formule 1, fils de Mario et père de Marco Andretti | Épreuve 1 | Épreuve 4  | Viré      |
| Adam Carolla        | Comédien                                                            | Épreuve 1 | Épreuve 4  | Viré      |
| George Takei        | Acteur de télévision (dont Star Trek)                               | Épreuve 1 | Épreuve 3  | Viré      |
| Victoria Gotti      | Écrivaine et femme de John Gotti                                    | Épreuve 1 | Épreuve 2  | Virée     |
| Cheryl Tiegs        | Mannequin et actrice                                                | Épreuve 1 | Épreuve 1  | Virée     |

- Adam, Penn, Debbie et Tia ont participé à Dancing with the Stars US.
- George a participé à I'm a Celebrity… Get Me Out of Here! UK.
- Tia et George ont tous les deux joué dans le soap Hôpital central.
- Aubrey a été finaliste de Celebrity Big Brother en 2016.

### Saison 6 (2013)

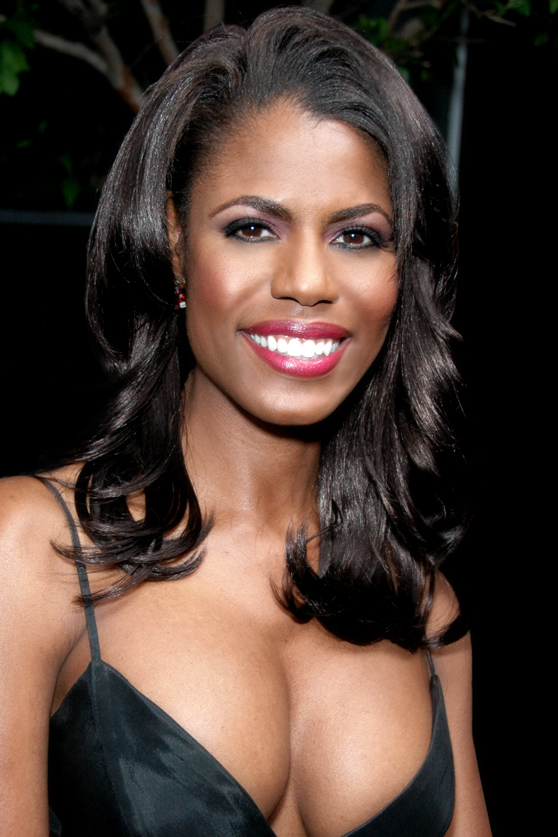
Omarosa, candidate de The Celebrity Apprentice 6, et qui en est à sa troisième participation

Cette saison sera une saison All Stars, c'est-à-dire que toutes les célébrités auront déjà participé à une saison de The Celebrity Apprentice.
Elle est diffusée entre les 3 mars 2013 et 19 mai 2013.
| Candidat          | Ancienne saison | Arrivée   | Départ     | Statut    |
| ----------------- | --------------- | --------- | ---------- | --------- |
| Trace Adkins      | Saison 1        | Épreuve 1 | Épreuve 12 | Vainqueur |
| Penn Jillette     | Saison 5        | Épreuve 1 | Épreuve 12 | Finaliste |
| Lil Jon           | Saison 4        | Épreuve 1 | Épreuve 11 | Viré      |
| Lisa Rinna        | Saison 4        | Épreuve 1 | Épreuve 11 | Virée     |
| Marilu Henner     | Saison 1        | Épreuve 1 | Épreuve 10 | Virée     |
| Gary Busey        | Saison 4        | Épreuve 1 | Épreuve 9  | Viré      |
| Brande Roderick   | Saison 2        | Épreuve 1 | Épreuve 8  | Virée     |
| Stephen Baldwin   | Saison 1        | Épreuve 1 | Épreuve 7  | Viré      |
| Dennis Rodman     | Saison 2        | Épreuve 1 | Épreuve 6  | Viré      |
| Omarosa Manigault | Saison 1        | Épreuve 1 | Épreuve 5  | Virée     |
| Claudia Jordan    | Saison 2        | Épreuve 1 | Épreuve 4  | Virée     |
| La Toya Jackson   | Saison 4        | Épreuve 1 | Épreuve 3  | Virée     |
| Dee Snider        | Saison 5        | Épreuve 1 | Épreuve 2  | Viré      |
| Bret Michaels     | Saison 3        | Épreuve 1 | Épreuve 1  | Viré      |

- Omarosa en est à sa troisième participation à la franchise The Apprentice. Lors de The Apprentice 1 en 2004 (virée dans l'épisode 9 sur 13), et lors de la première saison de The Celebrity Apprentice (virée dans l'épisode 10 sur 13). En 2018 elle participe à la première saison américaine de Celebrity Big Brother.
- Gary, Lisa, Marilu et Penn ont participé à Dancing With The Stars.
- Gary a remporté Celebrity Big Brother en 2014.

### Saison 7 (2015)

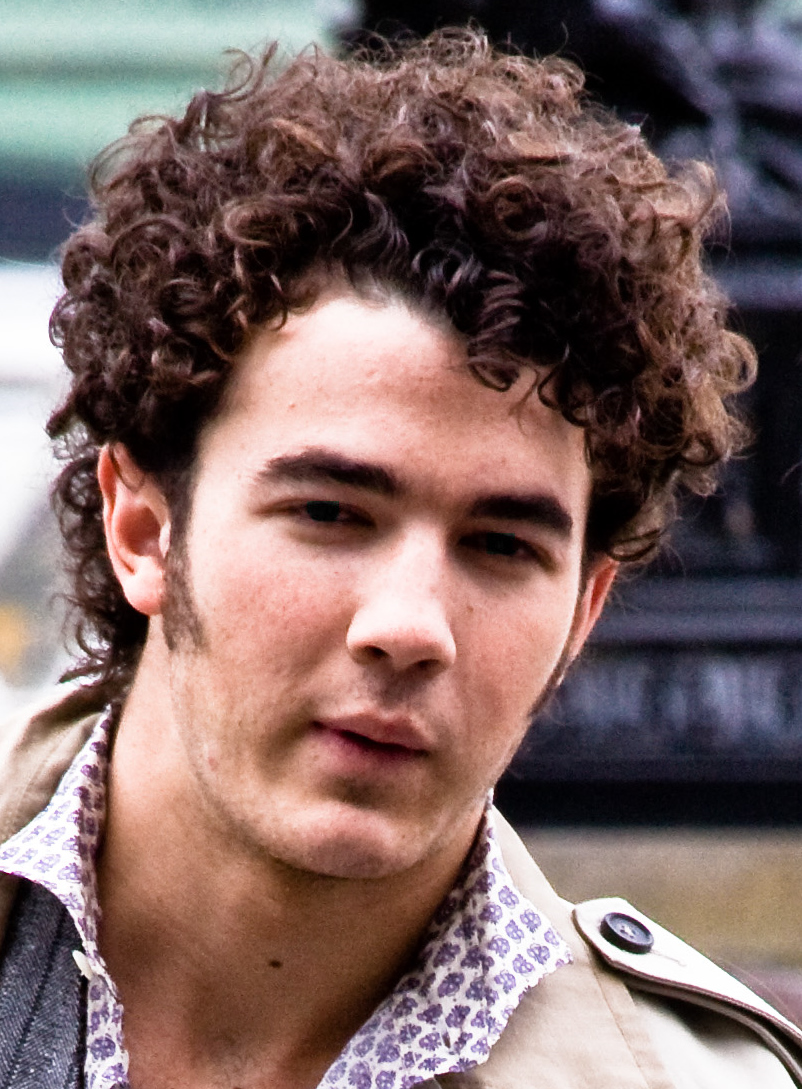
Kevin Jonas, candidat de The Celebrity Apprentice 7

La saison 7 (14e de The Apprentice US) sera diffusée plus tard que d'habitude. L'émission est filmée à partir du 24 mars 2014. Et la diffusion se déroule entre le 4 janvier 2015 et le 16 février 2015.
- Lors de l'épisode du 2 février 2015, l'équipe perdante (constituée de Brandi, Johnny et Ian) s'est retrouvée face à Donald Trump et son équipe. Après avoir décidé de virer Ian, Trump continue son explication et annonce éliminer Johnny également, ainsi que Brandi qui était Manager du projet sur cette tâche.

| Candidat              | Occupation                                           | Arrivée   | Départ     | Statut    |
| --------------------- | ---------------------------------------------------- | --------- | ---------- | --------- |
| Leeza Gibbons         | Animatrice de télévision                             | Épreuve 1 | Épreuve 13 | Vainqueur |
| Geraldo Rivera        | Journaliste                                          | Épreuve 1 | Épreuve 13 | Finaliste |
| Vivica A. Fox         | Actrice                                              | Épreuve 1 | Épreuve 12 | Virée     |
| Brandi Glanville      | Vedette de télévision                                | Épreuve 1 | Épreuve 11 | Virée     |
| Johnny Damon          | Joueur de baseball                                   | Épreuve 1 | Épreuve 11 | Viré      |
| Ian Ziering           | Acteur dont Beverly Hills 90210                      | Épreuve 1 | Épreuve 11 | Viré      |
| Kenya Moore           | Miss USA 1993 et vedette de télévision               | Épreuve 1 | Épreuve 10 | Virée     |
| Kate Gosselin         | Vedette de télévision                                | Épreuve 1 | Épreuve 9  | Virée     |
| Sig Hansen            | Personnalité de télévision, acteur et acteur de voix | Épreuve 1 | Épreuve 8  | Viré      |
| Lorenzo Lamas         | Acteur dont Le Rebelle                               | Épreuve 1 | Épreuve 7  | Viré      |
| Shawn Johnson         | Championne Olympique de gymnastique                  | Épreuve 1 | Épreuve 6  | Virée     |
| Terrell Owens         | Joueur de football américain                         | Épreuve 1 | Épreuve 5  | Viré      |
| Jamie Anderson        | Championne Olympique de snowboard                    | Épreuve 1 | Épreuve 4  | Virée     |
| Gilbert Gottfried     | Comédien                                             | Épreuve 1 | Épreuve 3  | Viré      |
| Kevin Jonas           | Membre des Jonas Brothers                            | Épreuve 1 | Épreuve 2  | Viré      |
| Keshia Knight Pulliam | Actrice dont le Cosby Show                           | Épreuve 1 | Épreuve 1  | Virée     |

- Kate a participé à Dancing with the Stars 10.
- Leeza et Ian ont participé à Dancing with the Stars 4.
- Geraldo a participé à Dancing with the Stars 22.
- Shawn a remporté Dancing with the Stars 8 et a été finaliste de la saison 15.
- Kevin a sa propre émission de télé-réalité sur E!, Mariée à un Jonas.
- Vivica a participé à Dancing with the Stars 3.
- Kenya fait partie de la distribution des Real Housewives of Atlanta depuis 2012.
- Lorenzo a été marié à Shauna Sand, apparu dans Hollywood Girls et Secret Story. Lui-même a eu sa propre émission de télé réalité, Leave it to Lamas. En 2010 il a participé à Bailando por un Sueño en Argentine.
- Brandi fait partie de la distribution des The Real Housewives of Beverly Hills depuis 2011. En 2017 elle participe à Celebrity Big Brother 20.
- Keshia et Brandi participeront en 2018 à la première saison de la version célébrité de Big Brother (U.S.).
- Jamie et Johnny participeront en 2018 à la vingt-sixième saison de Dancing with the Stars aux États-Unis.

### Saison 8 (2017)

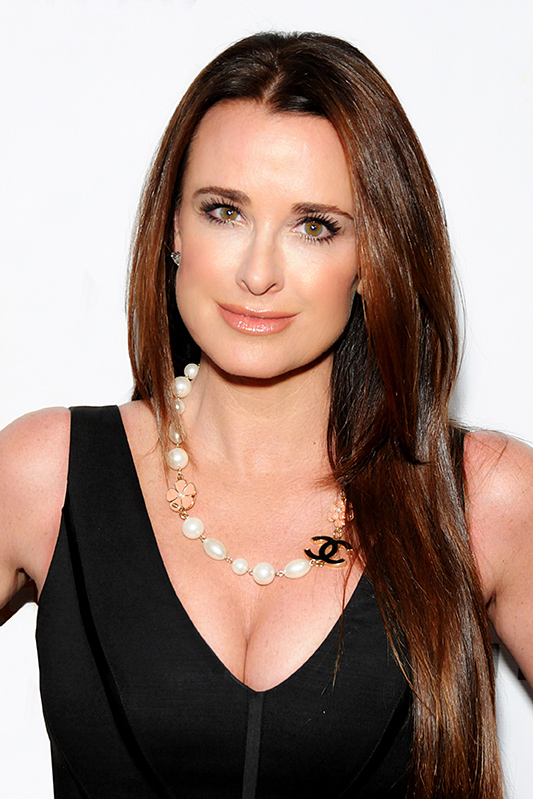
Kyle Richards, candidate de The Celebrity Apprentice 8

La saison 8 (15e de The Apprentice US) est diffusé à partir du 2 janvier 2017.
L'émission est annoncé en février 2016, est pour la première fois à Los Angeles.
Cette saison s'intitule The New Celebrity Apprentice. C'est la première saison sans Donald Trump aux commandes (il reste tout de même producteur), qui est devenu le 45e Président des États-Unis.
La diffusion se fait du 2 janvier 2017 au 13 février 2017.
| Candidat                | Occupation                                                     | Arrivée   | Départ     | Statut      |
| ----------------------- | -------------------------------------------------------------- | --------- | ---------- | ----------- |
| Matt Iseman             | Animateur de télévision                                        | Épreuve 1 | Épreuve 13 | Vainqueur   |
| Boy George              | Membre du groupe Culture Club                                  | Épreuve 1 | Épreuve 13 | Finaliste   |
| Brooke Burke-Charvet    | Animatrice de télévision et femme de David Charvet             | Épreuve 1 | Épreuve 12 | Terminée    |
| Laila Ali               | Championne de boxe et fille de Mohamed Ali                     | Épreuve 1 | Épreuve 11 | Terminée    |
| Lisa Leslie             | Championne de Basketball introduite au Basketball Hall of Fame | Épreuve 1 | Épreuve 10 | Terminée    |
| Carson Kressley         | Animateur de télévision spécialisé dans la mode                | Épreuve 1 | Épreuve 10 | Terminé     |
| Ricky Williams          | Joueur de football américain                                   | Épreuve 1 | Épreuve 9  | Terminé     |
| Porsha Williams         | Vedette de télévision                                          | Épreuve 1 | Épreuve 8  | Terminée    |
| Chael Sonnen            | Joueur d'Arts martiaux mixtes                                  | Épreuve 1 | Épreuve 8  | Disqualifié |
| Vince Neil              | Membre du groupe Mötley Crüe                                   | Épreuve 1 | Épreuve 7  | Terminé     |
| Jon Lovitz              | Comédien                                                       | Épreuve 1 | Épreuve 6  | Terminé     |
| Kyle Richards           | Vedette de télévision et actrice                               | Épreuve 1 | Épreuve 5  | Terminée    |
| Nicole "Snooki" Polizzi | Vedette de télévision                                          | Épreuve 1 | Épreuve 4  | Terminée    |
| Eric Dickerson          | Ancien joueur de Football américain                            | Épreuve 1 | Épreuve 3  | Terminé     |
| Carnie Wilson           | Animatrice de télévision et membre du groupe Wilson Phillips   | Épreuve 1 | Épreuve 2  | Terminée    |
| Carrie Keagan           | Animatrice de talk show                                        | Épreuve 1 | Épreuve 1  | Terminée    |

- Laila a été finaliste de la saison 4 de Dancing with the Stars.
- Brooke a remporté la saison 7 de Dancing with the stars, et l'a animée durant les saisons 10 à 17.
- Carson a participé à la saison 13 de Dancing with the Stars.
- Snooki a été au générique de la série-réalité Bienvenue à Jersey Shore entre 2009 et 2012, et a participé à la saison 17 de Dancing with the Stars.
- Boy George a été coach de The Voice UK en 2016.
- Vince a participé à Skating with the Stars.
- Kyle participe à la série-réalité Les Real Housewives de Beverly Hills.
- Porsha participe à la série-réalité The Real Housewives of Atlanta.

## Statistiques par saison
| Saison | Saison (The Apprentice) | Vainqueur     | Association gagnante                  | Lancement       | Finale          | Saison TV | Audience moyenne (en millions) | Audience de la Finale (en millions) |
| ------ | ----------------------- | ------------- | ------------------------------------- | --------------- | --------------- | --------- | ------------------------------ | ----------------------------------- |
| 1      | 7                       | Piers Morgan  | Intrepid Fallen Heroes Fund           | 3 janvier 2008  | 27 mars 2008    | 2007-08   | 11.0                           | 12.1                                |
| 2      | 8                       | Joan Rivers   | God's Love We Deliver                 | 1er mars 2009   | 10 mai 2009     | 2008-09   | 9.0                            | 8.7                                 |
| 3      | 9                       | Bret Michaels | American Diabetes Association         | 14 mars 2010    | 23 mai 2010     | 2009-10   | 7.4                            | 9.3                                 |
| 4      | 11                      | John Rich     | St. Jude Children's Research Hospital | 6 mars 2011     | 22 mai 2011     | 2010-11   | 8.8                            | 8.3                                 |
| 5      | 12                      | Arsenio Hall  | Magic Johnson Foundation              | 19 février 2012 | 20 mai 2012     | 2011-12   | 7.1                            | 6.9                                 |
| 6      | 13                      | Trace Adkins  | American Red Cross                    | 3 mars 2013     | 19 mai 2013     | 2012-13   | 5.6                            | 5.3                                 |
| 7      | 14                      | Leeza Gibbons | Leeza's Care Connection               | 4 janvier 2015  | 16 février 2015 | 2014-15   | 6.0                            | 6.1                                 |
| 8      | 15                      | Matt Iseman   | Arthritis Foundation                  | 2 janvier 2017  | 13 février 2017 | 2016-17   | 4.9                            | 3.5                                 |